# Evolução do Colégio dos Cardeais sob o pontificado de Clemente IX
Abaixo está a evolução do colégio de cardeais durante o pontificado de Clemente IX e a subsequente vaga vaga .

## Composição para consistório
| Consistóro                    | 1667 | 1669-1670 |
| ----------------------------- | ---- | --------- |
| Outubro 1623                  | 1    | 1         |
| Janeiro 1626                  | 2    | 1         |
| Agosto 1627                   | 1    | 1         |
| Novembro 1629                 | 1    |           |
| Novembro 1633                 | 3    | 2         |
| Dezembro 1641                 | 3    | 3         |
| Julho 1643                    | 5    | 3         |
| Consistórios de Urbano VIII   | 16   | 11        |
| Março 1645                    | 4    | 4         |
| Outubro 1647                  | 2    | 2         |
| Fevereiro 1652                | 7    | 7         |
| Junho 1653                    | 1    | 1         |
| Março 1654                    | 6    | 6         |
| Consistórios de Inocêncio X   | 20   | 20        |
| Abril 1657                    | 7    | 4         |
| Abril 1658                    | 2    | 1         |
| Abril 1660                    | 4    | 4         |
| Janeiro 1664                  | 12   | 12        |
| Fevereiro 1666                | 4    | 4         |
| Fevereiro 1667                | 1    |           |
| Março 1667                    | 4    | 2         |
| Consistórios de Alexandre VII | 34   | 27        |
| Novembro 1667                 |      | 3         |
| Agosto 1669                   |      | 2         |
| Novembro 1669                 |      | 7         |
| Consistórios de Clemente IX   |      | 12        |
| Total                         | 70   | 70        |

## Evolução durante o pontificado
| Data                    | Evento                                                                | Total |
| ----------------------- | --------------------------------------------------------------------- | ----- |
| 2 de junho de 1667      | Abertura do Conclave de 1667                                          | 70    |
| 5 de junho de 1667      | Morte do Cardeal Volumnio Bandinelli (69 anos)                        | 68    |
| 5 de junho de 1667      | Morte do Cardeal Pietro Sforza Pallavicino, S.J. (59 anos)            | 68    |
| 20 de junho de 1667     | Eleição papal do Cardeal Giulio Rospigliosi com o nome de Clemente IX | 67    |
| 11 de julho de 1667     | Morte do Cardeal Stefano Durazzo (72 anos)                            | 66    |
| 31 de julho de 1667     | Morte do Cardeal Odoardo Vecchiarelli (54 anos)                       | 65    |
| 25 de outubro de 1667   | Morte do Cardeal Ernest Adalbert von Harrach (69 anos)                | 64    |
| 12 de dezembro de 1667  | criação de 3 Cardeais                                                 | 67    |
| 12 de dezembro de 1667  | Giacomo Rospigliosi                                                   | 67    |
| 12 de dezembro de 1667  | Leopoldo de Médici                                                    | 67    |
| 12 de dezembro de 1667  | Sigismondo Chigi                                                      | 67    |
| 18 de fevereiro de 1668 | Morte do Cardeal Girolamo Farnese (68 anos)                           | 66    |
| 1º de junho de 1668     | Morte do Cardeal Guidobald von Thun (51 anos)                         | 65    |
| 22 de janeiro de 1668   | Morte do Cardeal Giovanni Battista Maria Pallotta (73 anos)           | 64    |
| 16 de setembro de 1668  | Morte do Cardeal Paolo Emilio Rondinini (51 anos)                     | 63    |
| 5 de agosto de 1669     | criação de 1 Cardeal + 1 In Pectore                                   | 64    |
| 5 de agosto de 1669     | Emmanuel Théodose de la Tour d'Auvergne de Bouillon                   | 64    |
| 12 de agosto de 1669    | Morte do Cardeal Luís II, Duque de Vendôme (56 anos)                  | 63    |
| 26 de novembro de 1669  | Morte do Cardeal Giovanni Stefano Donghi (61 anos)                    | 62    |
| 29 de novembro de 1669  | criação de 7 Cardeal + 1 Revelação In Pectore                         | 70    |
| 29 de novembro de 1669  | Luis Manuel Fernández de Portocarrero                                 | 70    |
| 29 de novembro de 1669  | Francesco Nerli, o Velho                                              | 70    |
| 29 de novembro de 1669  | Emilio Bonaventura Altieri (Futuro Papa Clemente X)                   | 70    |
| 29 de novembro de 1669  | Carlo Cerri                                                           | 70    |
| 29 de novembro de 1669  | Lazzaro Pallavicino                                                   | 70    |
| 29 de novembro de 1669  | Giovanni Bona, O.Cist.                                                | 70    |
| 29 de novembro de 1669  | Nicolò Acciaioli                                                      | 70    |
| 29 de novembro de 1669  | Buonaccorso Buonaccorsi                                               | 70    |
| 9 de dezembro de 1669   | Morte do Papa Clemente IX (69 anos)                                   | 70    |
| 20 de dezembro de 1669  | Abertura do Conclave de 1669–1670                                     | 70    |
| 12 de abril de 1670     | Morte do Cardeal Scipione Pannocchieschi d'Elci (71 anos)             | 69    |
| 29 de abril de 1670     | Eleição papal do Cardeal Emilio Altieri com o nome de Clemente X      | 68    |